# Francesco Carlo di Leyen
Francesco Carlo di Leyen (Coblenza, 26 agosto 1736 – Blieskastel, 26 settembre 1775) fu conte di Hohengeroldseck e principe di Leyen dal 1760 al 1775.

## Biografia
Francesco Carlo era figlio del conte Federico Ferdinando di Leyen (1709—60) e di sua moglie, la contessa Maria Charlotte Auguste von Hatzfeldt (1715—74).
Nel 1761, dopo la morte del padre e una breve reggenza della madre, assunse le redini dell'amministrazione dei feudi della sua famiglia, pur mantenendosi stabilmente di sede a Coblenza, nell'elettorato di Treviri. Il 15 settembre 1765 sposò Marianne von Dalberg, figlia del consigliere privato dell'elettorato di Magonza, Franz Heinrich von Dalberg, e della contessa Maria Sophia von Eltz-Kempenich. Nello stesso anno Francesco Carlo istituì una fondazione dedicata ai più poveri e agli orfani della sua contea.
Nel 1773 trasferì la sua residenza da Coblenza al castello di Blieskastel e vi installò una nuova, raffinata corte personale, affiancandovi anche in questo caso un orfanotrofio eretto tra il 1774 ed il 1775 a sostegno della sua fondazione, sede che oggi ospita il municipio della cittadina di Blieskastel. Nel 1775 riuscì a convincere i Frati minori recolletti della provincia del Reno a fondare a Blieskastel un loro monastero.
Il 26 settembre 1775 Francesco Carlo morì di tifo. Nel 1784 la sua tomba venne trasferita nella cappella del castello di Blieskasteler.

## Matrimonio e figli
Francesco Carlo sposò il 15 settembre 1765 la baronessa Marianne von Dalberg (1745—1804) dalla quale ebbe i seguenti figli:
- Filippo Francesco (1766—1829), conte e poi principe di Leyen e di Hohengeroldseck
- Carlotta (1768—1832), sposò nel 1799 il conte Emmerich von Stadion-Thannhausen (1766—1817)
- Maria Sofia (1769—1834), sposò nel 1789 il conte Franz von Schönborn-Buchheim (1768—1841)